# هنري براينت
هنري براينت (بالإنجليزية: Henry Bryant)‏ هو جراح وعالم طيور أمريكي، ولد في 12 مايو 1820 في بوسطن في الولايات المتحدة، وتوفي في 2 فبراير 1867 في بورتوريكو في الولايات المتحدة.